# 倫托科查哈薩山
13°20′05″S 72°24′26″W / 13.33472°S 72.40722°W
倫托科查哈薩山（Runtuqucha Q'asa），是秘魯的山峰，位於該國南部庫斯科大區，由烏魯班巴省的奧揚泰坦博區負責管轄，屬於維爾卡潘帕山脈的一部分，海拔高度4,200米。